# あの丘を目指して
「あの丘をめざして」（あのおかをめざして）は、ボケモン5のシングル。

## 概要
吉本興業所属の3組、雨上がり決死隊、DonDokoDon、山田花子で結成された企画ユニット「ボケモン5」としての曲で、東宝配給アニメ映画「ピカピカ星空キャンプ」オープニングテーマ。アニメ自体はテレビ東京であるが、フジテレビ「HEY!HEY!HEY! MUSIC CHAMP」にて、この曲を披露した。

## 収録曲
1. あの丘をめざして
  - 作詞：ピカピカプロジェクト　作曲・編曲：たなかひろかず
2. あの丘をめざして(ポケピカバージョン)
3. あの丘をめざして(inst.)